# اکسترموز
اکسترموز (به پرتغالی: Extremoz) یک شهرستان برزیل در برزیل است که در ریو گرانده شمالی واقع شده‌است.